# Castell de Wawel
El castell de Wawel (en polonès: Wawelski Zamek) està situat al turó de Wawel a Cracòvia i va servir de residència als sobirans de Polònia durant cinc segles des de 1038 fins a 1596.
Des del principi de la història de Polònia, el pujol de Wawel va ser el centre tant del poder laic com eclesiàstic. L'any 1000 va ser instituït un bisbat a Cracòvia, i poc després es va construir la primera catedral a Wawel.

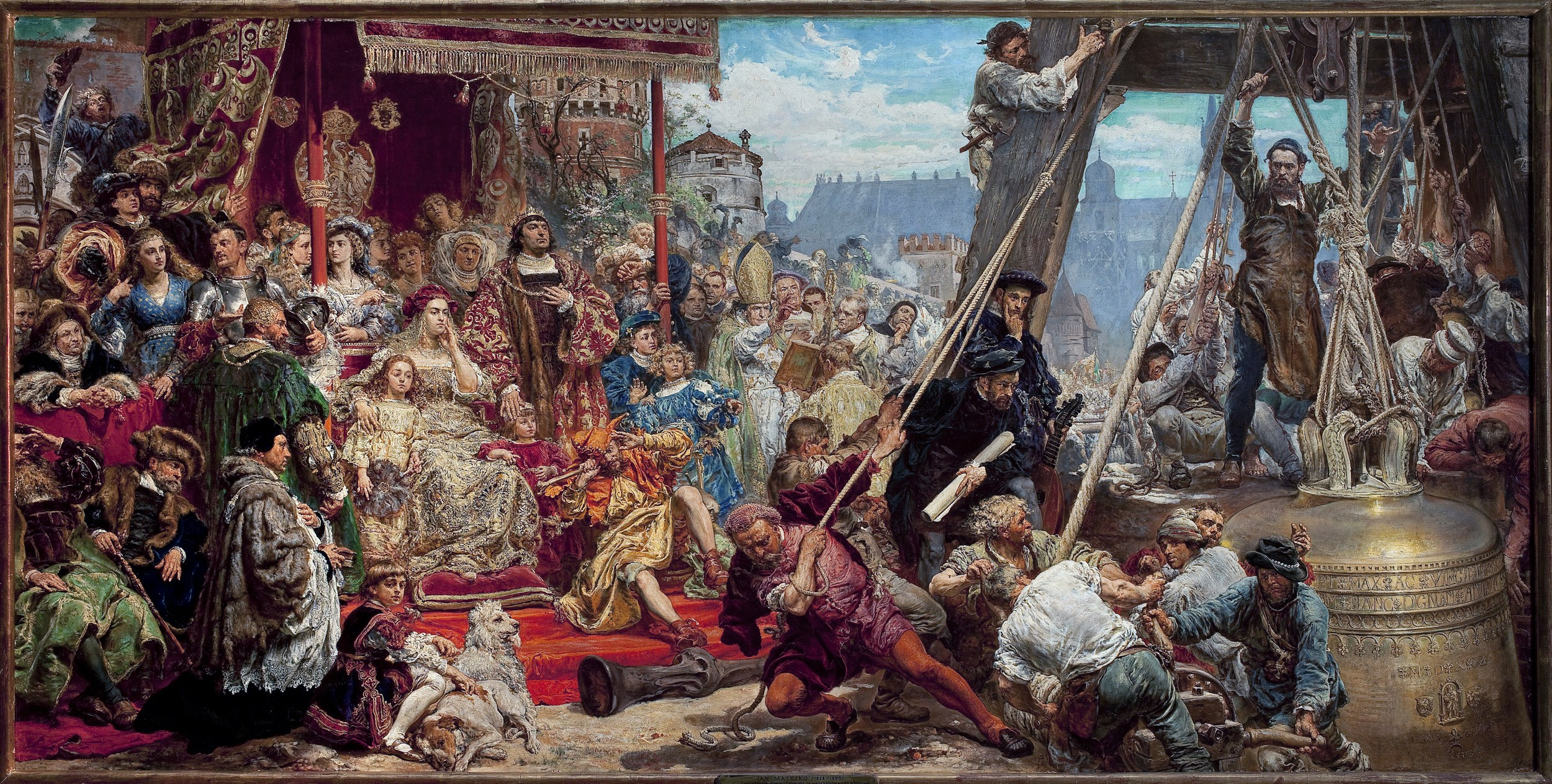
La campana de Segimon a Wawel per Jan Matejko

L'edifici actual comprèn fragments romànics i importants elements gòtics. El seu aspecte actual data principalment del període (1504-1535) del regnat d'Alexandre Jagelló (1501-1506) i de Segimon I el Vell (1506-1548).
La construcció del castell renaixentista va ser començada per Eberhard Rosemberger, mestre en maçoneria i per Francesc de Florència, autor de les galeries i dels elements decoratius en pedra. Els seus treballs van ser continuats pel mestre Benedykt i per Bartolomeu Berrecci de Florència. L'obra d'aquests artistes constitueix un dels més imponents monuments de l'arquitectura renaixentista a Europa.
Les sales de la residència havien estat proveïdes d'una decoració reial que implicava un fil director simbòlic i homogeni. Reflectia el poder de Polònia, perillós per als enemics, indulgent per als seus residents. Certs elements han estat conservats com els frisos pintats, els sostres de fusta o els marcs de portes esculpits. La decoració del sostre de la Sala dels Diputats, amb rostres humans esculpits i pintats, formen el fragment més original.
Des del punt de vista històric, la col·lecció de les tapisseries flamenques de Segimon August (1548-1572) està vinculada a les sales del castell. La història de les tapisseries abunda en esdeveniments dramàtics. Després del tercer repartiment de Polònia, cap a la fi del segle xviii, van ser portades a Rússia, d'on no van tornar fins als anys 20 del segle xx. Al començament de la segona Guerra Mundial, van ser enviades a Romania, i llavors via França i Anglaterra, al Canadà, d'on han tornat el 1961 per ser de nou exposades a les sales del castell.
Certes sales del castell han estat reconstruïdes durant els segles xvi i xvii en l'estil del primer barroc. En aquesta època s'hi instal·laren els marcs de les portes, les xemeneies de marbra i els marcs daurats del sostre. Després de la sortida de Segimon III Vasa de Cracòvia, el Wawel va predre la seva funció de residència reial i el seu declivi començà aviat.

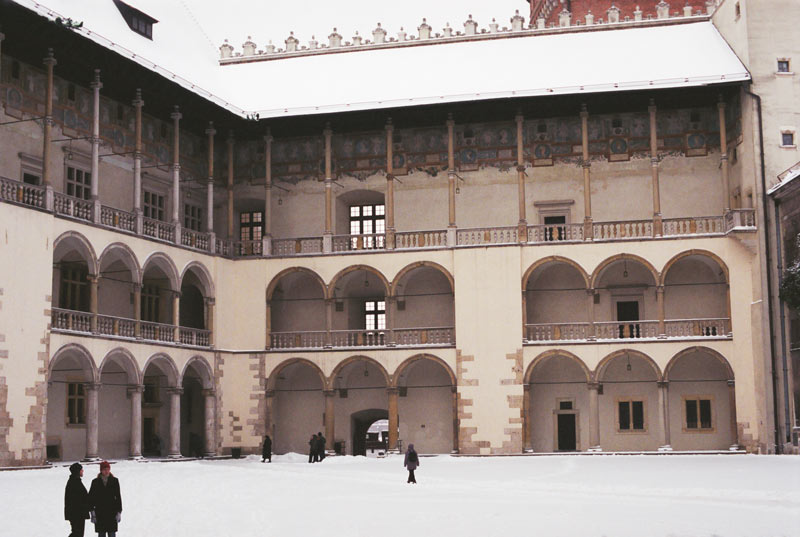
Pati renaixentista del castell

Després de la tercera partició de Polònia el 1795, l'antic castell reial ha esdevingut el quarter de l'exèrcit austríacs durant un llarg període del segle xix fins al 1905 que l'exèrcit va deixar Wawel. La seva sortida va permetre començar els treballs de restauració per tal tornar a aquest monument tot el seu valor històric. El 1930, el museu de Wawel va ser oficialment reconegut com a departament de les Col·leccions Nacionals d'Art. Paral·lelament, el castell feia la funció de residència oficial del President de la República.
Durant la segona Guerra Mundial, Wawel va ser la seu de les autoritats ocupants i la residència del governador general Hans Frank. Gairebé immediatament després del seu alliberament, es va tornar a reconstituir el museu i als anys 60 ja pren pràcticament la forma actual. El 1992, es va portar a terme un important programa de treballs de restauració tant al Castell Reial com a la catedral situada al seu veïnatge, permetent al Wawel estar llest per celebrar el mil·lenari del bisbat de Cracòvia l'any 2000.